# Bosaga Sumahili
 (janvier 2008).
 (novembre 2012).
Bosaga Sumahili est le vice-ministre de l'Enseignement primaire et secondaire de la République démocratique du Congo. Il a remplacé Dyina Mabika Yalala à ce poste par le décret n°5/159 du 18 novembre 2005, portant sur le réaménagement du gouvernement de la transition.